# تفراح
تفراح ((بالعبرية: תִּפְרַח‏)، حرفياً: [هي] تزهر) هو موشاف في جنوب إسرائيل. يقع في شمال غربي النقب إلى الغرب من إيشيل هنسي وتبلغ مساحته 5000 دونم، ويقع ضِمن نطاق مجلس مرحافيم الإقليمي. في 2019، بلغ عدد سكانه 2,178.

## التاريخ
تم إنشاء الموشاف عام 1950 من قِبل مهاجرين يهود من المجر وشمال أفريقيا. وقد أُخِذ اسم الموشاف بالإضافة إلى موشافين آخرين في المنطقة (جيلات ورانن) من سفر إشعيا 35:2؛
يُزْهِرُ إِزْهَارًا وَيَبْتَهِجُ ابْتِهَاجًا وَيُرَنِّمُ. يُدْفَعُ إِلَيْهِ مَجْدُ لُبْنَانَ. بَهَاءُ كَرْمَلَ وَشَارُونَ. هُمْ يَرَوْنَ مَجْدَ الرَّبِّ، بَهَاءَ إِلهِنَا.